# بلدرچین تپه‌ای شمالی
بلدرچین تپه‌ای شمالی (نام علمی: Colinus virginianus) نام یک گونه از سرده بلدرچین‌های تپه‌ای است.